# Nicocles pollinosus
Nicocles pollinosus là một loài ruồi trong họ Asilidae. Nicocles pollinosus được Wilcox miêu tả năm 1946. Loài này phân bố ở vùng Tân Bắc giới.